# Leunclavius
Johannes Leunclaviusnascut potser l'any 1533 o el 1541 i mort el 1594, va ser un historiador i orientalista alemany.
Era expert en història de Turquia, i va tornar a publicar edicions anotades de fonts otomanes. També va editar, anotar i publicar Xenofont, Dió Cassi i altres autors clàssics.
Va publicar també una Historiae Musulmanae Turcorum, de monumentis ipsorum exscriptae, libri XVIII. Va acompanyar al noble Heinrich von Liechtenstein en una missió diplomàtica a l'Imperi Otomà, i va viure dos anys a Istanbul, el 1584 i el 1585.